# Knut Nesbø
Knut Nesbø (26 de abril de 1961 – 8 de febrero de 2013) fue un periodista deportivo noruego con el Norsk Rikskringkasting, futbolista profesional y guitarrista.

## Biografía

### Carrera futbolística
En su etapa como futbolista jugó principalmente con el Molde y el Lyn durante los años 80, jugando 49 partidos con el primero durante tres temporadas, 26 partidos con el segundo durante cuatro temporadas, logrando un total de doce goles. En 1990 jugó durante diecinueve partidos con el Stabæk IF, logrando un único gol.

### Carrera musical
También fue el guitarrista de la banda de pop/rock noruega Di Derre, banda en la que también participa su hermano Jo Nesbø como vocalista principal.

### Muerte
Knut Nesbø falleció el 8 de febrero de 2013 a la edad de 51 años en el hospital Lovisenberg tras una larga enfermedad.
Su hermano Jo Nesbø le dedicó novela "Policía": Para Knut Nesbø, futbolista, guitarrista, amigo, hermano.

## Clubes
| Club        | País    | Año         |
| ----------- | ------- | ----------- |
| Molde FK    | Noruega | 1979        |
| SK Rival    | Noruega | 1980        |
| Molde FK    | Noruega | 1981        |
| Harstad IL  | Noruega | 1982        |
| Molde FK    | Noruega | 1983 - 1986 |
| FC Lyn Oslo | Noruega | 1986 - 1990 |
| Stabæk IF   | Noruega | 1990 - 1992 |